# Dansker (toilet)
En dansker (også stavet danzker) er et toilet eller latrin, der hører til en borg og er placeret i et tårn over en flod eller å. Tårnet er forbundet med slottet via en bro, som ofte har en overdækket eller lukket gang. Danskere findes ofte på tyske ordensborge og er et arkitektonisk træk fra 1200- og 1300-tallet.
Oprindelsen af ordet, der først blev brugt i 1393, stammer sandsynligvis fra byen Danzig.
Et kendt eksempel er danskeren ved Kwidzyn Slot i Polen, selvom den blev genopbygget i 1800-tallet og ikke længere har sit middelalderlige udseende.
Hvis danskere ikke var tilgængelige, blev udhuse brugt som toiletter på slotte. Men hvis mange mennesker opholdt sig permanent på slottet, var disse ikke længere tilstrækkelige, og en separat udgang over rindende vand blev mere passende. Derfor findes danskere primært på tyske ordensborge, som konstant var beboet af et stort antal riddere.

## Eksempler
Estland
- Burg Fellin, ruin
- Burg Tarwast, ruin

Polen
- Kwidzyn slot (eller Burg Marienwerder), Polen
- Toruń slot, Polen
- Ordensborgen Malbork, Polen
- Ruinen Eckersberg, Polen
- Den tidligere Johannesburg i Pisz, Polen

Rusland
- Burg Lochstedt

Tyskland
- Burg Stolberg, Nordrhein-Westfalen